# Фаєровець
Фаєровець (хорв. Fajerovec) — населений пункт у Хорватії, в Копривницько-Крижевецькій жупанії у складі громади Горня Рієка.

## Населення
Населення за даними перепису 2011 року становило 76 осіб.
Динаміка чисельності населення поселення: